# Erie Railroad
Az Erie Railroad (ERIE) az Amerikai Egyesült Államok északkeleti részén működő vasúttársaság volt, amely eredetileg New York Cityt - pontosabban a New Jersey állambeli Jersey Cityt, ahol az Erie régen lebontott Pavonia terminálja állt - kötötte össze a New York állambeli Dunkirknél lévő Erie-tóval. Nyugat felé Chicagóig terjeszkedett, amikor 1865-ben egyesült az egykori Atlantic and Great Western Railroaddal, más néven New York, Pennsylvania and Ohio Railroaddal (NYPANO RR). A fővonal útvonala befolyásosnak bizonyult New York állam déli részének fejlődésében és gazdasági növekedésében, beleértve olyan városokat, mint Binghamton, Elmira és Hornell. Az Erie Railroad javítóműhelyei Hornellben voltak, és ez volt Hornell legnagyobb munkaadója. Hornell volt az a hely is, ahol az Erie fővonala két útvonalra oszlott, az egyik északnyugatra, Buffalo felé, a másik nyugatra, Chicagóba.
1960. október 17-én az Erie egyesült a korábbi rivális Delaware, Lackawanna & Western Railroaddal az Erie Lackawanna Railroaddal. A Hornell-i javítóműhelyeket 1976-ban bezárták, amikor a Conrail átvette, és a javítási műveleteket a Lackawanna scrantoni létesítményébe helyezték át. Ez pusztító hatással volt Hornellre, amit azóta sem hevert ki. (A javítóműhelyeket később, időszakosan, vasúti és tranzitkocsik összeszerelésére használták, és jelenleg az Alstom tulajdonában vannak). A Hornell és Binghamton közötti egykori Erie-vonal egy részét 1972-ben az Agnes hurrikán áradásai megrongálták, de a károkat gyorsan kijavították, és ma ez a vonal a Norfolk Southern Railway Southern Tier fővonalának kulcsfontosságú láncszeme. Ami az Erie Lackawannából megmaradt, 1976-ban a Conrail része lett. 1983-ban az Erie maradványai a New Jersey Transit vasútüzemének részévé váltak, beleértve a fővonal egyes részeit is. Ma a legtöbb megmaradt Erie Railroad-vonalat a Norfolk Southern Railway üzemelteti.

## Vállalatvezetők

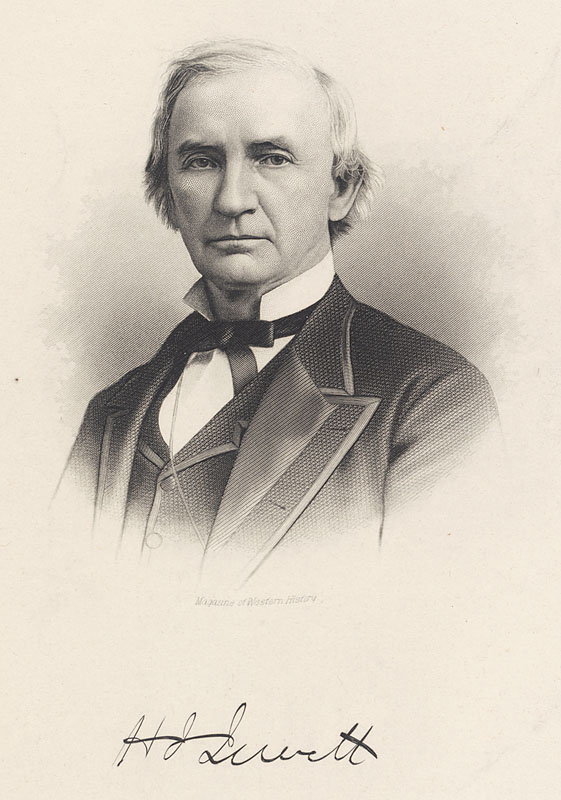
Hugh J. Jewett, elnök 1874–1884 között

- Eleazer Lord (1833–35), (1839–41), (1844–45)
- James Gore King (1835–1839)
- James Bowen (1841–1842)
- William Maxwell (1842–1843)
- Horatio Allen (1843–1844)
- Benjamin Loder (1845–1853)
- Homer Ramsdell (1853–1857)
- Charles Moran (1857–1859)
- Samuel Marsh (1859–1861), (1864)
- Nathaniel Marsh (1861–1864)
- Robert H. Berdell (1864–1867)
- John S. Eldridge (1867–1868)
- Jay Gould (1868–1872)
- John A. Dix (1872)
- Peter H. Watson (1872–1874)
- Hugh J. Jewett (1874–1884)
- John King (1884–1894)
- Eben B. Thomas (1894–1901)
- Frederick Douglas Underwood (1901–1926)
- John Joseph Bernet (1927–1929)[1]
- Charles Eugene Denney (1929–1939)
- Robert Eastman Woodruff (1941–1949)
- Paul W. Johnston (1949–1956)
- Harry W. Von Willer (1956–1960)